# Ruisseau Farm Cemetery
Ruisseau Farm Cemetery is een Britse militaire begraafplaats met gesneuvelden uit de Eerste Wereldoorlog, gelegen in de Belgische gemeente Langemark-Poelkapelle. De begraafplaats ligt ongeveer anderhalve kilometer ten westen van Langemark en is bereikbaar via het erf van een boerderij. Ze werd ontworpen door William Cowlishaw en wordt onderhouden door de Commonwealth War Graves Commission. Het ommuurde terrein is 486 m² groot en het Cross of Sacrifice staat centraal aan de westelijke muur.
Er worden 82 Britse doden herdacht, waarvan er 6 niet meer geïdentificeerd konden worden.

## Geschiedenis
Op 8 oktober 1917 werd Ruisseau Farm door de Guards Division, samen vechtend met Franse troepen, veroverd. De begraafplaats werd na deze gevechten aangelegd en bleef tot eind november 1917 gebruikt door artillerie eenheden. Van de 82 doden behoren er 30 tot de Foot Guards en 28 tot de Royal Artillery.
De begraafplaats werd in 2009 als monument beschermd.

## Onderscheiden militairen
- C.F.S. Cox, luitenant bij de Sherwood Foresters (Notts and Derby Regiment) en John Brenchley, onderluitenant bij de Coldstream Guards werden onderscheiden met het Military Cross (MC).
- de korporaals R.W. Edwards en Harry J. Winstone ontvingen de Military Medal (MM).